# Ricardo Antonio Chavira
Ricardo Antonio Chavira (ur. 1 września 1971 w San Antonio, Teksas, USA) – amerykański aktor.

## Filmografia
- 2020–2021: Selena: The Series jako Abraham Quintanilla
- 2006: Chasing 3000 jako dr Boogie
- 2004: Alamo (Alamo, The) jako szeregowy Gregorio Esparza
- 2004–2012: Gotowe na wszystko (Desperate Housewives) jako Carlos Solis
- 2002: Boris jako Frank
- 2002: The Grubbs jako trener Garra
- 2001: Barstow 2008 jako Guaco
- 1987: Así sucede en los pueblos
- 1987: De Vaqueros, aventuras y mas cosas

### Gościnnie w filmach
- 2003–2005: Joan z Arkadii (Joan of Arcadia) jako sierżant Eddie Fosberg
- 2002: George Lopez jako Victor (2005)
- 2001–2005: Sześć stóp pod ziemią (Six Feet Under) jako Ramon
- 2001: 24 godziny (24) jako Bundy
- 2001–2004: Babski oddział (Division, The) jako Bernard
- 2001–2002: Wbrew regułom (Philly) jako Eddie Price (2001)
- 1995–2005: JAG – Wojskowe Biuro Śledcze (JAG)
- 1993–2005: Nowojorscy gliniarze (NYPD Blue) jako Celnik Kenny Sotomayor